# La Izquierda (Eslovenia)
La Izquierda (en esloveno: Levica) es un partido político ecosocialista de Eslovenia. El partido es heredero de la transformación de la alianza Izquierda Unida en partido político.

## Historia

### Coalición de la izquierda unida
La Izquierda unida fue fundada el 1 de marzo de 2014 con la firma de un acuerdo de coalición durante el congreso fundador en el hotel Unión en Liubliana. El 5 de mayo de 2014, la coalición se ha unido oficialmente al Movimiento para una sociedad justa (GPD) y a la sociedad política cultural Libertad para Straža.
El objetivo de la coalición era de servir de alternativa a los partidos políticos tradicionales que habían sido ampliamente criticado por el público tras los levantamiento en toda Rusia.

### Levica hoy
Durante las elecciones legislativas eslovenas de 2018, la izquierda obtuvo 9.33% de los votos, consiguiendo 9 escaños en el Parlamento. Los cinco diputados que ya ejercían antes de las elecciones fueron reelegidos para un segundo mandato. Nataša Sukič (que hasta entonces ocupaba el puesto de consejera municipal de Liubliana) también fue elegida en la lista de los candidatos del partido, convirtiéndose así en el primer miembro del parlamento abiertamente homosexual de la historia del país.
Después de que el partido conservador cristiano Nueva Eslovenia renunciara a las discusiones de coalición con el corazón del partido de centro-izquierdo dirigido por el Primer ministro Marjan Šarec (líder del partido epónimo LMŠ), la izquierda se volvió el socio presunto de la coalición en los esfuerzos de Šarec para alcanzar un objetivo de mayoría parlamentaria. La insistencia de la izquierda para un referéndum sobre la adhesión a la OTAN ha sido ampliamente considerada como un medio de romper el acuerdo concluido con los partidos de la coalición los más atlánticos. Poco tiempo después de la salida de NSi de las negociaciones de coalición, la izquierda anunció que no pediría  que un compromiso a favor de un referéndum sobre la OTAN sea inclusive en el acuerdo de coalición. Dos días después de que Šarec fuera nombrado Primer ministro por el grupo de los cinco partidos el 8 de agosto, la izquierda prometió apoyar su candidatura. Šarec fue confirmado como Primer ministro el 17 de agosto, poniendo así punto final al estancamiento político más duradero de la historia del país, formando el primer gobierno minoritario del país debido a la decisión de la izquierda de no entrar oficialmente en la coalición en el poder.
Para las elecciones al Parlamento europeo de 2019, el partido es liderado por Violeta Tomić. Es la candidata del grupo europeo a presidir la Comisión Europea, junto a Nico Cué.

## Ideología
Levica aboga por el socialismo democrático, es partidario de una política socialista que tiene como objetivo la instauración de un sistema social y económico en el cual las personas, en términos de recursos medioambientales y naturales, producen una producción duradera para responder a las necesidades sociales de una cantidad suficiente de las personas deseadas. También fomenta la democratización de todas las propiedades sociales, por la introducción de la democracia directa, la gestión del trabajo y la aplicación de los principios de coordinación y de participación a la economía (en lugar de la competencia).

## Resultados electorales

### Asamblea Nacional
| Elección | Votos  | %        | Escaños | +/–   | Estatus                   |
| -------- | ------ | -------- | ------- | ----- | ------------------------- |
| 2014     | 52,198 | 6.0 (#5) | 6/90    | Nuevo | oposición                 |
| 2018     | 83,108 | 9.3 (#5) | 9/90    | 3     | apoyo al gobierno 2018–19 |
| 2018     | 83,108 | 9.3 (#5) | 9/90    | 3     | oposición 2019–22         |
| 2022     | 51,662 | 4.4 (#5) | 5/90    | 4     | Coalición                 |

### Parlamento Europeo
| Elección | Votos  | %        | Escaños | +/–         |
| -------- | ------ | -------- | ------- | ----------- |
| 2014     | 21,985 | 5.5 (#7) | 0/8     |             |
| 2019     | 30,983 | 6.4 (#5) | 0/8     | Sin cambios |
| 2024     | 32,436 | 4.8 (#7) | 0/9     | Sin cambios |